# Nicolaea cauter
Nicolaea cauter is een vlinder uit de familie van de Lycaenidae. De wetenschappelijke naam van de soort werd als Thecla cauter in 1907 gepubliceerd door Hamilton Herbert Druce.

## Synoniemen
- Thecla erythrozona Röber, 1927